# موریس ژرژ دانتک
موریس ژرژ دانتک (به فرانسوی: Maurice G. Dantec) رمان‌نویس، مقاله‌نویس و داستان‌کوتاه‌نویس اهل فرانسه بود.